# پسو د اوراما
پسو د اوراما (به اسپانیایی: Pozo de Urama) یک شهرستان در اسپانیا است که در استان پالنسیا واقع شده‌است.

## خصوصیات
پسو د اوراما ۱۳ کیلومترمربع مساحت و ۴۴ نفر جمعیت دارد.